# Chengxihu
Chengxihu (kinesiska: 城西湖) är en socken i östra Kina. Den ligger i Huoqiu härad i staden Lu'an i provinsen Anhui, omkring 110 kilometer nordväst om provinshuvudstaden Hefei. Antalet invånare är 41009. Befolkningen består av 20 274 kvinnor och 20 735 män. Barn under 15 år utgör 21,0 %, vuxna 15-64 år 68 %, och äldre över 65 år 10,0 %.